# Đào Đại Vũ
Đào Đại Vũ (tiếng Trung: 陶大宇; Tiếng Anh: Michael Tao) (sinh 26 tháng 8 năm 1963) là một diễn viên truyền hình của Hồng Kông trong những năm 1990. Anh là nam nghệ sĩ thuộc khóa đào tạo diễn xuất thứ 12 của TVB năm 1983, nổi danh với nhân vật Trương Đại Dũng trong series phim trinh thám của TVB “Hồ sơ trinh sát”..

## Sự nghiệp
Đào Đại Vũ gia nhập làng giải trí Hồng Kông từ những năm đầu của thập niên 80, là học viên thuộc khóa đào tạo diễn viên thứ 12 (1983) của đài truyền hình hàng đầu Hồng Kông TVB..
Tuy nhiên ban đầu con đường trở thành diễn viên ngôi sao của anh không quá thuận lợi, anh phải làm lính chạy cờ và diễn các vai diễn phụ suốt thời gian dài. Cho đến năm 1995, khi TVB giao cho anh đảm nhận vai chính – đội trưởng đội phá án dũng cảm, đa mưu Trương Đại Dũng trong series phim hình sự Hồ sơ trinh sát giúp anh trở thành một trong những cái tên đắt giá nhất của truyền hình Hồng Kông của thập niên 90. Bộ phim khi phát sóng đã đạt kỷ lục về rating. Ngoài ra, sự kết hợp hoàn hảo của anh với một trong tứ đại hoa đán của TVB nữ diễn viên Quách Khả Doanh giúp 2 người trở thành một trong những cặp đôi tiên đồng ngọc nữ kinh điển của TVB. Hai người liên tiếp nhận được giải Cặp đôi được yêu thích nhất trong các năm 1996,1997,1998 &1999. Sau thành công của phần I, TVB tiếp tục thực hiện hai phần tiếp theo của series Hồ sơ trinh sát vào các năm 1996, 1997, series phim này trở thành một trong những phim thành công nhất trong lịch sử truyền hình Hongkong, là bộ phim đầu tiên mở đường cho thể loại phim hình sự, phá án của Hong Kong. Sau thành công của series phim, anh được khán giả hâm mộ nồng nhiệt và người hâm mộ đặt cho anh biệt danh là “sát thủ của các bà nội trợ” (do đại đa số khán giả xem phim truyền hình Hong Kong là các bà nội trợ), nhân vật Trương Đại Dũng cũng nằm trong top 100 nhân vật kinh điển của truyền hình Hongkong (thứ 37).
Giai đoạn 1995-1999 được cho là thời kỳ đỉnh cao của Đào Đại Vũ, những phim anh tham gia đều rất thành công, song song với series phim Hồ sơ trinh sát, anh còn tham gia series phim kinh điển về pháp luật Hồ sơ công lý (phần I đến phần V) với dàn diễn viên nổi tiếng như: Âu Dương Chấn Hoa, Trần Tú Văn, Tuyên Huyên…Thành công giúp anh càng củng cố thêm vị trí tiểu sinh số 1 tại TVB. Ạnh cũng liên tiếp đứng đầu trong bảng xếp hạng top 10 nghệ sĩ nổi tiếng nhất Hồng Kông trong các năm 1996, 1997 của giải thưởng Next Magazine TV Awards.
Tuy nhiên vào cuối năm 1997, khi hợp đồng giữa anh và TVB hết hạn, vấn đề nảy sinh khi tái ký kết hợp đồng, vào thời điểm đó anh quyết định rời khỏi TVB, sau đó anh gia nhập hãng ATV và tiếp tục đạt được những thành tựu mới trong sự nghiệp. Năm 1999, vai diễn Lợi Triệu Thiên của bộ phim Tung hoành tứ hải giúp anh có một bước ngoặt mới trong sự nghiệp, đây là phim tiêu biểu của hãng ATV, phim đạt tỷ lệ rating kỷ lục và đánh bại những phim cùng thời điểm của TVB. Phim còn có sự tham gia với hàng loạt tên tuổi nổi tiếng như: Châu Hải My, Dương Cung Như, Đàm Diệu Văn, Diệp Đức Nhàn, Thạch Tu…, vai diễn này cũng được lọt vào top 100 nhân vật kinh điển của truyền hình Hongkong..
Tiếp sau đó, anh tham gia tiếp hai phim được đầu tư lớn của ATV với dàn diễn viên nổi tiếng là Ông trùm điện ảnh (2000) (với Lưu Gia Linh, Châu Hải My, Phương Trung Tín, Lê Diệu Tường...) và Không chốn dung thân (2002) (cũng với Châu Hải My, Dương Cung Như, Đàm Diệu Văn, Lưu Tùng Nhân...) trước khi rời hãng..
Sau đó, anh tấn công thị trường Trung Quốc và Singapore. Đến năm 2004, anh quay trở về TVB và đóng một số phim cho hãng trong đó có hai phim tái hợp với người tình màn ảnh Quách Khả Doanh là: Thầy hay trò giỏi (2004) và Trói buộc (2006).
Tuy nhiên, đến năm 2009, hợp đồng của anh với TVB lại gặp phải một số vấn đề, nên sau đó anh lại rời khỏi TVB, sau khi hoàn thành phim Tỳ Vết của ngọc..
Kể từ năm 2009 đến nay, anh lại trở thành nghệ sĩ tự do và tấn công thị trường Trung Quốc, tuy nhiên thời đỉnh cao của anh đã qua đi. Hiện tại, song song đóng phim tại thị trường Trung Quốc, anh còn chủ trì tiết mục cho đài truyền hình icable tại Hongkong..

## Vai diễn nổi bật
- Trương Đại Dũng (series phim Hồ sơ trinh sát I,II &III từ 1995-1997) - vai diễn giúp Đào Đại Vũ nổi tiếng và khẳng định được tên tuổi và tài năng của mình, đứng thứ 37 trong top 100 nhân vật kinh điển của truyền hình HongKong [2].
- Lợi Triệu Thiên (phim Tung hoành tứ hải -1999)- vai diễn nổi bật thứ hai trong sự nghiệp của Đào Đại Vũ, trở thành phim tiêu biểu của đài ATV và đạt được lượng rating kỷ lục khi phát sóng, nhân vật này cũng nằm trong top 100 nhân vật kinh điển của truyền hình Hong Kong[2].
- Giang Thừa Vũ (Hồ sơ công lý I-V từ 1992-1997)- trong phim này anh vào vai anh chàng luật sư vui tính Michael, đóng cặp cùng Tuyên Huyên, là series phim kinh điển về giới luật sư Hồng Kông, cho đến nay chưa phim nào về đề tài luật pháp vượt qua được cái bóng lớn của Hồ sơ công lý.
- Đinh Ích Giải (Đại thời Đại -1992) - vai phản diện ấn tượng trong sự nghiệp, trong phim kinh điển về chứng khoán, anh vào vai con trai Đinh Giải - do Trịnh Thiếu Thu đóng.
- Hồng Diệu Sanh (Tỳ vết của ngọc -2010) - tác phẩm cuối cùng anh đóng cho TVB trước khi kết thúc hợp đồng, một lần nữa hợp tác với hoa đán Tuyên Huyên.

## Các phim đã đóng

### TVB
| Năm  | Tên phim                 | Vai                     | Giải thưởng                    |
| ---- | ------------------------ | ----------------------- | ------------------------------ |
| 1983 | Dương gia tướng          |                         |                                |
| 1986 | Cô gái đồ Long           |                         |                                |
| 1986 | The Legend Of Dik Ching  |                         |                                |
| 1987 | Thành cát tư Hãn         | Mộc Hoa Lê              |                                |
| 1987 | "Hoàng hà đại phong vân" |                         |                                |
| 1988 | Twilight of a Nation     | Lee Chiu-Sau            |                                |
| 1989 | Biên thành lãng tử       |                         |                                |
| 1989 | The War Heroes           |                         |                                |
| 1991 | Tiêu điểm gãy            |                         |                                |
| 1992 | Hồ sơ công lý            | Giang Thừa Vũ (Michael) |                                |
| 1993 | Ambition                 | Gia Bảo                 |                                |
| 1993 | For Home Sake            |                         |                                |
| 1993 | Đại thời đại             | Đinh Ích Giải           |                                |
| 1993 | Hồ sơ công lý II         | Giang Thừa Vũ (Michael) |                                |
| 1993 | The Partner              |                         |                                |
| 1994 | Hồ sơ công lý III        | Giang Thừa Vũ (Michael) |                                |
| 1994 | Giai nhân kỳ án          | Tư Đồ Lập Thu           |                                |
| 1995 | Hồ sơ công lý IV         | Giang Thừa Vũ (Michael) |                                |
| 1995 | Hồ sơ trinh sát          | Trương Đại Dũng         |                                |
| 1996 | Hồ sơ trinh sát II       | Trương Đại Dũng         |                                |
| 1997 | Hồ sơ trinh sát III      | Trương Đại Dũng         |                                |
| 1997 | Hồ sơ công lý V          | Giang Thừa Vũ (Michael) |                                |
| 2004 | Thầy hay trò giỏi        |                         |                                |
| 2005 | Trói buộc                |                         |                                |
| 2005 | Fantasy Hotel            | Kam Chi Kit (Bob)       |                                |
| 2007 | On the First Beat        | Cheung King-Fung        | Best Actor Nomination (Top 20) |
| 2008 | Wasabi Mon Amour         | Chung Lai Wo            |                                |
| 2010 | Tỳ vết của ngọc          | Hồng Diệu Sanh          |                                |

#### ATV
| Năm  | Tên phim             | Vai             | Hợp Tác                                                    |
| ---- | -------------------- | --------------- | ---------------------------------------------------------- |
| 1999 | Tung hoành tứ hải    | Lợi Thiệu Thiên | Hợp tác với Châu Hải My                                    |
| 2000 | Ông trùm điện ảnh    | Ôn Nguyệt Đình  | Hợp tác với Châu Hải My & Lưu Gia Linh                     |
| 2001 | Không chốn dung thân | Mao Tiến        | Lưu Tùng Nhân , Điền Nhụy Nhi , Châu Hải My, Bào Khởi Tịnh |
| 2001 | Hiệp cốt nhân tâm    |                 |                                                            |
| 2002 | Chấp hành mật lệnh   |                 |                                                            |
| 2004 | Anh hùng Á Châu      |                 |                                                            |

#### Hãng khác
| Năm  | Tên phim                     | Hãng phim         |
| ---- | ---------------------------- | ----------------- |
| 1998 | The New Adventures of Wisely | TCS               |
| 1998 | Tie-Breaker                  | China Star (film) |
| 2002 | Love Scar                    | CTS               |
| 2004 | Mystic Detective Files       | i-cable           |

### Điện ảnh
| Năm  | Tên phim                           | Vai   | Ghi chú                             |
| ---- | ---------------------------------- | ----- | ----------------------------------- |
| 1994 | Twenty Something                   |       |                                     |
| 1994 | In The Heat of Summer              |       |                                     |
| 1995 | Happy Hour                         |       |                                     |
| 1995 | Those Were The Days                |       |                                     |
| 1995 | Heaven Can't Wait                  |       |                                     |
| 1995 | Enemy Shadow                       |       |                                     |
| 1996 | The Movie Story                    |       |                                     |
| 1996 | Young and Dangerous II             |       |                                     |
| 1996 | Who's the Women, Who's the Man     |       |                                     |
| 1996 | Lost and Found                     |       |                                     |
| 1996 | Black Mask                         |       |                                     |
| 1996 | God of Gambler III                 |       |                                     |
| 1997 | Aces Go Places                     |       |                                     |
| 1997 | Lawyer, Lawyer                     |       |                                     |
| 1997 | Intruder                           |       |                                     |
| 1997 | Blood and Wine                     |       |                                     |
| 1997 | Knock Off                          |       |                                     |
| 1997 | Hong Kong Night Club               |       |                                     |
| 1997 | Super Invincible Pursues the Girl  | Super |                                     |
| 1998 | Casino                             |       |                                     |
| 1998 | PR Girls                           |       |                                     |
| 1998 | Gen-X Cops                         |       |                                     |
| 1998 | Four Chefs and a Feast             |       |                                     |
| 1999 | Purple Storm                       |       |                                     |
| 1999 | The Mistress                       |       |                                     |
| 1999 | The Legends of Speed               |       |                                     |
| 1999 | Violent Cops                       |       |                                     |
| 2000 | Miles Apart                        |       |                                     |
| 2000 | Roaring Wheels                     |       |                                     |
| 2001 | Everyday is Valentine              |       |                                     |
| 2001 | Sharp Guns                         |       |                                     |
| 2001 | The Savings Hand                   |       |                                     |
| 2001 | Dummy Mommy without a Baby         |       |                                     |
| 2002 | Devil Touch                        |       | Tên tiếng Việt: Tuyệt mệnh quấy rối |
| 2002 | The Untold Story - Sudden Vanished |       |                                     |
| 2002 | Prison on Fire - Preacher          |       |                                     |
| 2002 | The Untold Story - The Lost World  |       |                                     |
| 2003 | Love Path                          |       |                                     |
| 2003 | Final Confinement                  |       |                                     |
| 2004 | A Wedding or a Funeral             |       |                                     |